# المنيرة الشرقية
المنيرة الشرقية هي إحدى شياخات مدينة الجيزة ال53 في محافظة الجيزة .